# هرقليطس
هِرَقْليطُس أو هيراقليتوس (باليونانية:Ηράκλειτος ό Εφέσιος) فيلسوف يوناني في عصر ما قبل سقراط. كتب بأسلوب غامض، يغلب طابع الحزن على كتاباته، ولذا، عُرف بالفيلسوف الباكي. تأثر بأفكاره كل من سقراط وأفلاطون وأرسطو. قال بأن النار هي الجوهر الأول، ومنها نشأ الكون. وقال أيضاً بأن الكون في تغيّر الدائم. يصعب تحديد تاريخ حياته بدقة، وقد وضع كتاباً وحيداً، لم يصلنا منه غير شذرات. ولا يعرف المؤرخون عن حياته إلاّ القليل. ولا يكاد يُعرف عنه غير أنه كان من الأسرة المالكة في مدينة أفسس بمنطقة آسيا الصغرى.
كان هرقليطس مشهورًا لإصراره على أن الوجود في تغير دائم باعتبار التغير هو الجوهر الأساسي في الكون كما جاء في قوله: «لا يخطو رجل في نفس النهر مرتين أبدًا». يعتبر ذلك إحدى النقاشات الأولى لمفهوم الصيرورة الفلسفي، وقد تعارض مع كلام بارمينيدس القائل بأن: «يبقى المرء على ما يكون عليه». وتلك إحدى النقاشات الأولى في مفهوم الكينونة الفلسفي. وبذلك يمكننا اعتبار بارمينيدس وهرقليطس اثنين من مؤسسي علم الوجود. يعتقدُ العلماء بشكل عام أن بارمينيدس كان يرد على هرقليطس أو هرقليطس يرد على بارمينيدس، وكان موضوع من كان يرد على يتغير على مدار القرن العشرين. اكتملت رؤية هرقليطس من خلال التزامه الكامل بفلسفة وحدة الأضداد (قسم من الفلسفة الجدلية) مشيرًا إلى أن «الطريق إلى الأعلى أو الأسفل هو نفسه». نظّم هرقليطس من خلال هذه الفلسفة جميع المعطيات الموجودة على شكل أزواج من الخواص المتعاكسة، حيث لا يجوز على الإطلاق لأي كيان أن يوجد بحالة واحدة في وقت واحد.

## حياته
المصدر الرئيسي لسيرة حياة هرقليطس هو ديوجانس اللايرتي، على الرغم من أن البعض قد شكك في صحة كتاباته بأنها «نسيج من الحكايات الهلنستية، ومعظمها ملفقة بشكل واضح بحسب البيانات الواردة في الأجزاء المحفوظة من كتابات هرقليطس». قال ديوجانس أن هرقليطس قد اشتهر خلال الأولمبياد اليونانية الـ 69 بتاريخ (501-504) قبل الميلاد. كل ما تبقى من الأدلة (الناس الذين قيل إن هرقليطس يعرفهم أو الأشخاص الذين كانوا على اطلاع بأعماله) تؤكد ازدهار هرقليطس في عصره. وتخبرنا تواريخ ميلاده وموته المتعددة أنه قد عاش مدة 60 سنة، وهو ايضًا العمر الذي يقول فيه ديوجانس أن هرقليطس قد توفي عليه، وقد حقق نجاحاته بعمر الـ 30.
وُلد هرقليطس لعائلة أرستقراطية في مدينة أفسس في الإمبراطورية الفارسية، فيما يُعرف اليوم باسم أفس في تركيا. كان والده يدعى إما بلوسون أو هيراكون. قال ديوجانس أن هرقليطس تنازل عن منصب الملك لصالح شقيقه، وأكد المؤرخ سترابو أن هناك عائلة حاكمة في أفسس تنحدر من مؤسس أيوني (اسم شعب كان يسكن نفس المنطقة) يدعى أندروكلوس. كانت أفسس جزءًا من الإمبراطورية الآرامية منذ عام 547 وكان يحكمها ساتراب وهو ليس من نفس العائلة حيث منح ملك الإمبراطورية حكم ذاتي كبير للأيونيين. قال ديوجانس أن هرقليطس اعتاد لعب لعبة الجاكس مع الصغار في معبد أرتميس وعندما طُلب منه البدء في تطبيق القوانين رفض قائلًا ان الدستور كان (ponêra) والتي يمكن أن تعني إما أن الدستور خاطئ من الأساس أو أن هرقليطس اعتبرها مهمة صعبة.
وفيما يتعلق بالتعليم يقول ديوجانس أن هرقليطس كان مذهلاً منذ مرحلة الطفولة.

## أعماله
يقول ديوجانس أن أعمال هرقليطس كانت «دراسة متواصلة حول الطبيعة، ولكن تم تقسيمها إلى ثلاثة مجالات إحداها عن الكون وأخرى عن السياسة والأخيرة عن اللاهوت». يقول ثاوفرسطس: «بعض أعماله غير مكتملة، في حين أن أجزاء أخرى منها هي أعمال غريبة جدًا».
قال ديوجانس أيضًا أن هرقليطس سخّر كتاباته بشكل كامل لمعبد أرتميس الكبير. يعدُّ معبد آرتميسيوم أحد أكبر المعابد في القرن السادس قبل الميلاد وأحد عجائب الدنيا السبع في العالم القديم. كانت المعابد القديمة تستخدم بشكل دائم لتخزين الكنوز، وكانت تفتح لأشخاص محددين تحت ظروف استثنائية. وقد درسَ العديد من الفلاسفة اللاحقين في تلك الفترة إعمال هرقليطس. يقول خان: «حتى وقت بلوتارش وإكليمندس (إن لم يكن بعدهم) كان كتاب هرقليطس الصغير متاحًا في نسخته الأصلية لأي قارئ يريد البحث فيه». وقال ديوجانس: «اكتسب الكتاب شهرة كبيرة بسبب حشده اتباع لفلسفته وكان يطلق عليهم لقب هيرقليطسيين».
كما هو الحال مع جميع الكتابات ما قبل سقراط فإن ما تبقى منها الآن فقط مقاطع صغيرة مبعثرة مقتبسة من قبل مؤلفين آخرين يتم فهرستها باستخدام نظام ترقيم (Diels–Kranz).

## الفيلسوف الغامض
اشتهر هرقليطس بالغموض، فقيل عنه «الفيلسوف الغامض». وشاع هذا القول في كل العصر اليوناني والروماني، والسبب في ذلك أنه كان يطيب له المفارقات والأقوال الشاذة، وكان يعبر عنها بلغة مجازية رمزية. ومن هنا لقبه تيمون الفليوسي (300 ق. م) بلقب «صاحب الألغاز». ويقول عنه أفلوطين: «كان يتكلم بالتشبيهات، ولا يعنى بإيضاح مقصوده».

## روابط خارجية
- هرقليطس على موقع الموسوعة البريطانية (الإنجليزية)
- هرقليطس على موقع ميوزك برينز (الإنجليزية)
- هرقليطس على موقع إن إن دي بي (الإنجليزية)
- هرقليطس على موقع ديسكوغز (الإنجليزية)